# Adakplamé
Adakplamé est un arrondissement du Département du Plateau au Bénin.

## Géographie
Adakplamé est une division administrative sous la juridiction de la commune de Kétou,.

## Histoire
Les premiers habitants sont des Mahi venus de Paouignan vers 1600 qui fuyaient les razzias successifs des rois de Danxomè et ont pu traverser le fleuve Ouémé pour se réfugier dans la forêt, qui leur a permis d'échapper à la mort.

## Démographie
Selon le recensement de la population effectué par l'Institut National de la Statistique Bénin en 2013, Adakplamè compte 20 218 habitants pour une population masculine de 9 944 contre 10 274 femmes pour un ménage de 3 182.